# Hor I
Hor Auibré ou Hor I (em egípcio: ḥr; romaniz.: Hor Awibre) foi o décimo quinto faraó da XIII dinastia egípcia, época geralmente considerada como pertencente ao Segundo Período Intermediário. De acordo com Kim Ryholt, ele reinou provavelmente durante dois ou três anos, entre 1 777 e 1 775 a.C..

## Túmulo

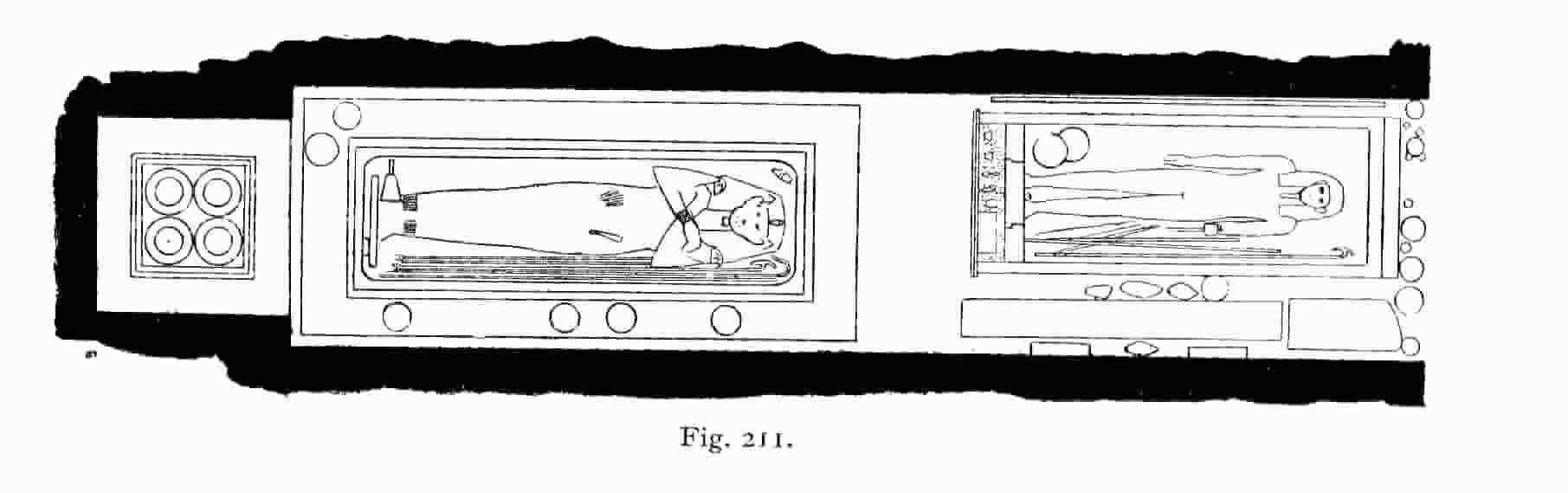
Plano da tumba de Hor I.

Sabe-se pouco sobre este faraó. O seu túmulo encontra-se em Dachur, perto da pirâmide de  Amenemés III, tendo sido descoberto em 1896 pelo arqueólogo francês Jacques de Morgan. Nele foi encontrada uma estátua de madeira com 1,70 metros de altura, que se encontra hoje em dia no Museu Egípcio do Cairo. Esta estátua representa o cá do rei (a sua força e energia vital), como se depreende pela presença do símbolo habitual deste elemento, uns braços erguidos para cima sobre a cabeça da estátua. O objetivo desta estátua era permitir que o rei se refugiasse nela, caso a sua múmia fosse destruída.[carece de fontes?]
É possível que o faraó Quenjer tenha participado nos seus ritos funerários, dado que é mencionado no túmulo.[carece de fontes?]